# Republic XF-103
Il Republic XF-103 (in alcuni casi indicato anche con il nome di Thunderwarrior) era un caccia intercettore sviluppato dall'azienda aeronautica statunitense Republic Aviation nei primi anni cinquanta e rimasto alle prime fasi di sviluppo.
Realizzato per rispondere ad una specifica emessa nel 1949 dall'United States Air Force (USAF), l'aeronautica militare statunitense, era un progetto dalla tecnologia avanzata, costruito in titanio per resistere alla velocità di quasi Mach 4, teoricamente raggiungibile con l'impiego di un turbogetto combinato, per le alte velocità, con uno statoreattore. Continui ritardi e aumenti di costi rivelarono che il progetto era troppo avanzato rispetto alla tecnologia disponibile all'epoca tanto che, dopo il completamento della cellula (senza motori) del primo prototipo, venne cancellato nel 1957.

## Storia del progetto
L'origine del progetto "AP-57", secondo la denominazione interna del costruttore, risale alla richiesta emessa dall'USAF nei primi mesi del 1949 per un intercettore dalle caratteristiche avanzate, in grado di contrastare per quota operativa e velocità massima i nuovi bombardieri intercontinentali che l'Unione Sovietica, secondo fonti dell'intelligence, avrebbe ben presto avuto a disposizione.
Con la richiesta avanzata, l'USAF introduceva il concetto di sistema d'arma, considerando che la complessità delle macchine e delle armi rendeva ormai di fatto non più percorribile lo sviluppo di singole componenti da assemblare in seguito: sulla base di questa scelta, ogni componente del velivolo sarebbe stata integrata fin dalle origini con le altre, garantendo la compatibilità di ciascuna una volta assemblata sull'aereo.
Fonti diverse utilizzano per indicare il progetto nel suo complesso le sigle "WS-201A" oppure "WS-204A" , consistente nel suo complesso in un intercettore ognitempo, capace di volare in regime supersonico ed armato con missili aria-aria a guida radar. Sulla base dell'anno, in modo ottimistico, stimato per l'entrata in servizio del nuovo velivolo, il progetto fu conosciuto anche come "1954 interceptor".

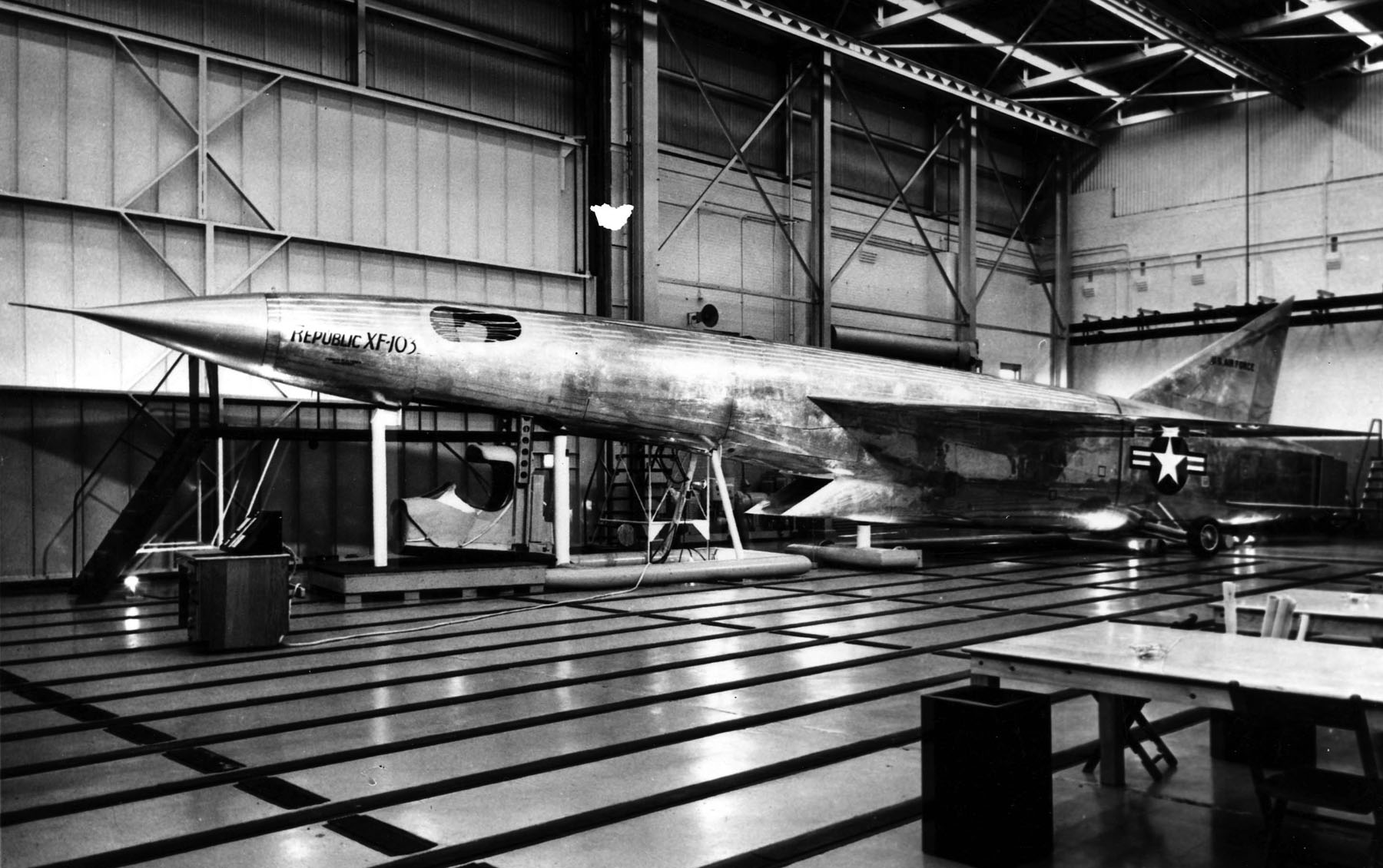
Il mock-up destinato alle prove statiche.

Relativamente alla parte del progetto dedicata all'armamento ed al sistema radar destinato al suo controllo, indicata come "Progetto MX-1179", le autorità militari determinarono il contraente con una selezione completata nell'ottobre del 1950: la Hughes Aircraft si aggiudicò il contratto con una soluzione che vedeva il sistema di controllo MA-1 abbinato al missile aria-aria Falcon, all'epoca denominato F-98.
Per la parte relativa al velivolo, "Progetto MX-1554", la richiesta venne formalizzata dall'USAF nel giugno del 1950: alla scadenza del termine per la presentazione delle proposte, nel gennaio del 1951, si contarono nove progetti provenienti da sei diversi produttori: Republic (tre proposte), North American Aviation (due), Chance-Vought, Douglas Aircraft Company, Lockheed Corporation e Convair. All'inizio di luglio l'USAF selezionò uno dei progetti della Republic e quelli di Convair e Lockheed, disponendo la costruzione di un mockup per ciascuno di essi; in un secondo tempo, considerando la scelta di tre concorrenti troppo dispendiosa, venne deciso di sospendere lo sviluppo del progetto della Lockheed.

## Tecnica

### Cellula
Il progetto AP-57 della Republic Aviation derivava dal precedente AP-44A del 1948, un caccia ognitempo in grado di operare ad alta quota, e si caratterizzava per le caratteristiche estremamente avanzate in termini di prestazioni: le stime progettuali indicavano la possibilità di raggiungere valori di velocità massima superiori a Mach 3 ad una quota di circa 24 400 m.
Per poter sopportare le sollecitazioni dovute a tali velocità ed il calore generato dalla resistenza aerodinamica, era previsto che l'aereo venisse realizzato in titanio ed acciaio inossidabile. Per questa ragione il progetto prevedeva fusoliera con sezione pressoché priva di qualsiasi elemento esterno: la cabina di pilotaggio era ricavata all'interno della struttura ed il pilota avrebbe dovuto impiegare un sistema periscopico per la visione frontale; ai lati erano presenti due piccoli finestrini che qualcuno, in modo ironico, definì "indicatori giorno/notte". Il sistema di visione periscopica venne testato nel 1955 a bordo di un F-84G appositamente modificato.
Per le situazioni di emergenza era previsto un sistema di emergenza costituito da una capsula eiettabile verso il basso che avrebbe consentito al pilota di lanciarsi anche a velocità supersoniche; il sistema, in ogni caso, all'atto pratico non venne mai realizzato.
Le ali avevano pianta a delta, integrate in coda da piani orizzontali di uguale disegno. I piani verticali sarebbero stati dueː uno di tipo tradizionale, disposto sul dorso della fusoliera, ed un secondo disposto nella parte ventrale, collassabile lateralmente in fase di atterraggio.
L'unico elemento aerodinamico sporgente dalla fusoliera avrebbe dovuto essere la presa d'aria per i motoriː disposta ventralmente e dotata di ampia apertura ritenuta, per le proprie dimensioni, possibile elemento di criticità in quanto capace di raccogliere oggetti estranei, particolarmente durante le fasi di decollo ed atterraggio.

### Motore
Le prestazioni previste per l'F-103 erano raggiungibili grazie al particolare sistema di propulsione definito "dual-cycle propulsion system" che vedeva l'installazione di un turbogetto Wright J67, copia realizzata su licenza del britannico Rolls-Royce Olympus, e di uno statoreattore Wright RJ55 che, utilizzati congiuntamente, erano in grado di sviluppare la forza di oltre 150 kN.
L'impiego congiunto dei due sistemi era previsto solamente durante la fase d'intercettazione mentre per le fasi di volo che richiedevano minori velocità, quali decollo ed atterraggio, la propulsione sarebbe stata affidata al solo turbogetto.

### Sistema d'arma
Il sistema d'arma MX-904 era basato sull'interazione, interamente computerizzata, tra il radar di tiro Hughes MA-1 e sei missili GAR-3 Falcon; i missili sarebbero stati alloggiati all'interno della fusoliera e lanciati in seguito all'apertura di distinti portelli.
Alcune delle fonti reperite indicano che l'armamento avrebbe dovuto essere integrato da razzi non guidati del tipo "Folding-Fin Aerial Rocket" calibro 2.75 in Mighty Mouse, senza tuttavia indicarne l'esatta disposizione.

## Impiego operativo
Il progetto dell'AP-57 non andò molto oltre il tavolo da disegno: un mockup in scala 1:1 venne realizzato e presentato alle autorità nel marzo del 1953. Tuttavia il contratto per la produzione del nuovo caccia venne assegnato nel marzo del 1954 al progetto della Convair: questo sarebbe entrato in servizio operativo nella primavera del 1956 con il nome di Convair F-102 Delta Dagger.
In ogni caso nel giugno di quello stesso 1954 venne sottoscritto un contratto per tre prototipi dell'F-103 che tuttavia non sfociò in alcun risultato concreto: le difficoltà incontrate nella realizzazione della lega in titanio da impiegare per la struttura dell'aereo ed i ritardi accumulati nello sviluppo del sistema propulsivo combinato, unitamente al lievitare dei costi, determinarono la decisione da parte dell'USAF che il 21 agosto del 1957 decretò il definitivo abbandono del progetto.

## Utilizzatori
Stati Uniti
- United States Air Force (previsto)

### Annotazioni
1. ↑  in ogni caso la sigla "WS" indicava Weapon System, appunto "sistema d'arma" in lingua inglese.
2. ↑  Nel 1955 il "Falcon" venne ridenominato GAR-1 (Guided Aircraft Rocket) e nel 1962 AIM-4 (Air Intercept Missile).
3. ↑  Le fonti indicano velocità variabili tra Mach 3 e 4, equivalenti a valori compresi tra 2 400 e 2 600 mph (pari quindi a 3 860 e 4 180 km/h).
4. ↑  sistema di propulsione a doppio ciclo.
5. ↑  ogni scomparto avrebbe alloggiato un singolo missile.

### Fonti
1. 1 2 3 4 5  Size Knaack, 1978, p. 329.
2. 1 2 3 4 5 6  Dorr e Donald, 1990, p. 169.
3. 1 2 3 4 5 6 7 8 9 10 11 12 13 14 15 16 17 18  "Republic XF-103", in "www.joebaugher.com".
4. 1 2 3 4 5 6 7 8  "Republic XF-103", in "www.defensemedianetwork.com".
5. 1 2  Jones, 1975, p. 275.

### Periodici
- (EN) Dennis R. Jenkins, Titanium Titan: The Story of the XF-103, in Airpower, gennaio 2004.
- (EN) Aero engines 1957 (Dual cycle), in Flight, Sutton, Surrey - UK, Reed Business Information Ltd., 26 luglio 1957,  p. 142. URL consultato il 3 ottobre 2015.